# Зундблад, Александр Оскарович
Александр Оскарович Зундблад (1872—1937) — советский военный деятель.

## Биография
Родился 11 октября 1872 года[по какому календарю?] в городе Лович, Варашавской губернии.

### Начало службы
Окончил Полоцкий кадетский корпус и 2-е военное Константиновское училище. Службу начал в 1892 году в 133-м пехотном Симферопольском полку. Затем служил в 16-й артиллерийской бригаде.
В 1901 году окончил Николаевскую академию Генштаба. Состоял обер-офицером для особых поручений при штабе 2-го армейского корпуса.
Участвовал в русско-японской войне. Занимал должность штаб-офицера для особых поручений при управлении генерал-квартирмейстера 2-й Маньчжурской армии.
В 1908—1914 годах был делопроизводителем в Главном управлении Генерального штаба.

### Участие в Первой мировой войне
В годы Первой мировой войны: командир Кременчугского 32-го пехотного полка, командир бригады в 79-й пехотной дивизии, начальник штаба 12-й Сибирской стрелковой дивизии, начальник штаба 109-й пехотной дивизии, начальник штаба 27-го армейского корпуса. Генерал-майор.

### Участие в Гражданской войне
В 1918 году добровольно вступил в РККА. Занимал должности начальника оперативного отдела штаба 2-й армии, а затем начальника штаба 2-й армии. В 1921 году — начальник отдела по подготовке войск штаба Отдельной Кавказской армии.

### После Гражданской войны
В 1930-е годы преподавал военное дело в Московском станкостроительном институте.
Арестован 29 ноября 1937 года. Тройкой УНКВД по Московской области 09.12.1937 года осужден к расстрелу за контрреволюционную агитацию. Расстрелян 11 декабря 1937 года на Бутовском полигоне. Реабилитирован в 1989 году.

## Сочинения
- «Показные тактические задачи». В 2-х частях. — М.-Л.. Госиздат, 1929[1].
- «Методика преподавания курса тактики в военных школах РККА». — М.-Л., Госиздат, 1930[1].